# Ligne de Pressins à Virieu-le-Grand
La ligne de Pressins à Virieu-le-Grand est une ligne de chemin de fer française à voie normale et unique, située entre les départements de l'Isère et de l'Ain.
Ouverte en 1880, en majorité déposée et déferrée dans les années 1940, elle est aujourd'hui inexploitée ; elle constitue la ligne 904 000 du réseau ferré national.

## Chronologie

### Ouverture
- De Virieu-le-Grand à Belley (PK 119,773 à 105,361) : 30 août 1880.
- De Belley à Pressins (PK 105,361 à 72,762) : 10 septembre 1884.

### Fermeture au trafic voyageur
- De Belley à Pressins : 15 septembre 1939.
- De Virieu-le-Grand à Belley : 20 mai 1940.

### Fermeture au trafic marchandise
- De Saint-Didier-d'Aoste à Brégnier-Cordon (PK 83,784 à 88,131) : 19 juin 1940.
- De Pressins à Saint-Didier-d'Aoste (PK 72,762 à 83,784) : 31 janvier 1954.
- De Brégnier-Cordon à Peyrieu (PK 88,131 à 95,940) : 27 septembre 1981.
- De Peyrieu à Virieu-le-Grand (PK 95,940 à 119,773 ) : automne 2017[1].

## Histoire

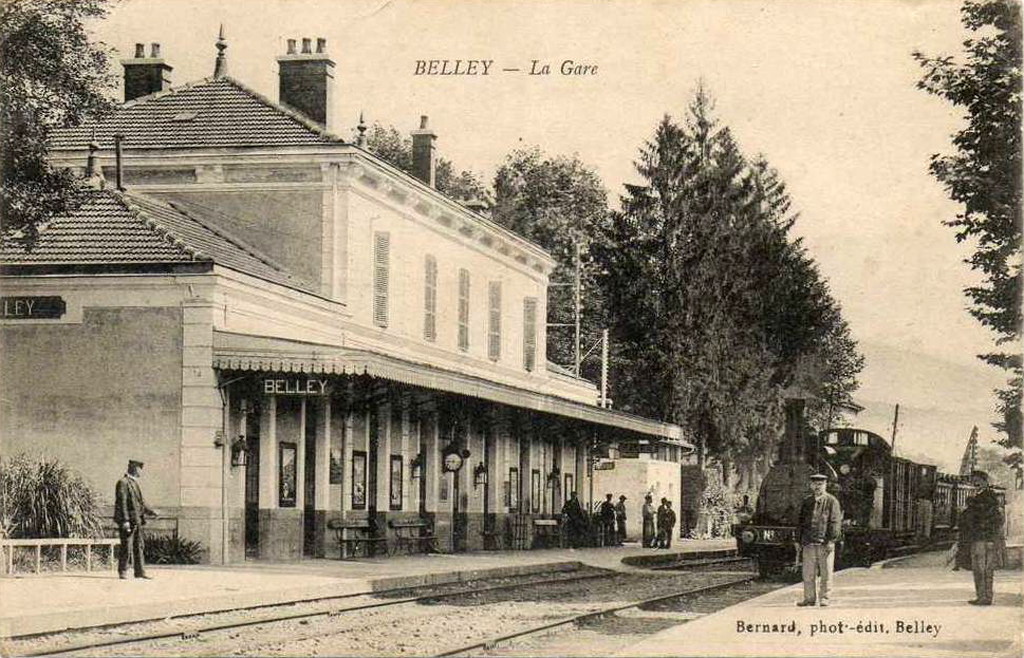
Arrivée d'un train en gare de Belley au début du XXe siècle.

### Ouverture et exploitation
La ligne est concédée par une convention signée le 3 juillet 1875 entre le ministre des Travaux publics et la Compagnie des chemins de fer de Paris à Lyon et à la Méditerranée (PLM) ; elle est déclarée d'utilité publique le même jour,,. Elle permet de desservir la ville de Belley, sous-préfecture de l'Ain.
Elle est d'abord ouverte à l'exploitation le 30 août 1880 de Virieu-le-Grand à Belley,, .
Les travaux se poursuivent en direction du sud, pour traverser le Rhône et rejoindre Pressins. En janvier 1881, l'ingénieur en chef Duval, directeur général de la Compagnie de Fives-Lille pour constructions mécaniques et entreprises, s'engage envers le PLM à exécuter les travaux du pont situé près de Brégnier-Cordon, constitué de trois piles et deux culées.
Le pont réalisé, la ligne peut ouvrir le 10 septembre 1884 de Belley à Pressins.
Cette ligne croise à niveau le Chemin de fer de l'Est de Lyon (CFEL) reliant Lyon à Saint-Genix-sur-Guiers, au niveau de Saint-Didier-d'Aoste (PK 83 784) ; un raccordement entre les lignes est effectué en 1887 (voir Schéma de la ligne). Par ailleurs, une correspondance est assurée avec le Chemin de fer du Haut-Rhône en gare de Brégnier-Cordon (PK 87 131),.
Jusque dans les années 1930, outre un trafic marchandises local, est assuré un service voyageurs omnibus à raison de 3 ou 4 allers et retours Saint-André-le-Gaz – Belley et 5 navettes Belley – Virieu-le-Grand.

### Conséquences de la nationalisation et de la Seconde Guerre mondiale
À la suite de la nationalisation des grandes compagnies ferroviaires du pays, la ligne est reprise par la SNCF le 1er janvier 1938, dans le cadre des décrets de coordination. Malgré un vœu contraire du Conseil général de l'Ain, le service des voyageurs est supprimé le 15 mai 1939 entre Saint-André-le-Gaz et Belley, puis le 20 mai 1940 entre Belley et Virieu-le-Grand, au profit d'un report sur route, en application de la politique de coordination des transports,.
Le 19 juin 1940, le viaduc sur le Rhône situé près de Saint-Didier-d'Aoste et le pont routier à câbles suspendus voisin sont détruits à l'explosif par un détachement du Groupement Cartier.  
Malgré une faible reprise du trafic durant l'Occupation, les trains de voyageurs cessent définitivement de circuler et, disparaissant des indicateurs horaires des chemins de fer, la ligne sombre progressivement dans l'oubli. Par ailleurs, devant la faiblesse du trafic marchandises et en raison de la pénurie d'acier, la reconstruction du viaduc n'est pas envisagée et la section entre Saint-Didier-d'Aoste et Brégnier-Cordon est déclassée le 30 novembre 1941,,. 
Le 15 avril 1943, la SNCF signe un accord avec le CFEL pour qu'il exploite la section de Pressins à Saint-Didier-d'Aoste. Malgré l'aménagement d'un nouveau raccordement orienté cette fois-ci vers le sud, le CFEL abandonne cette section en avril 1946 en raison de la faiblesse du trafic marchandise. Cette décision conduit au déclassement du parcours correspondant par décret du 12 novembre 1954 et à la dépose de la voie l'année suivante,.
Un des derniers voyageurs de la ligne aurait été Charles de Gaulle, alors en déplacement dans la région, lors d'une remise en service exceptionnelle en 1963,.

### Période contemporaine

#### Exploitation agricole (1974-2009)
En 1974, l'entreprise Cérégrain construit une installation de collecte, de stockage et d'exportation de céréales au nord de Peyrieu ; environ 65 000 tonnes sont exportées annuellement. Toutefois, en 1981, la dérivation du lit du Rhône, dite « dérivation de Brégnier-Cordon », entraine la fermeture de la ligne de Brégnier-Cordon jusqu'à Peyrieu. La SNCF reporte le terminus de la ligne à l'embranchement particulier de l'entreprise agricole (PK 97,835) par décret de déclassement du 13 juillet 1984,,,. Jusqu'en 2009, cette section est parcourue par des trains de céréales et permet de délester les routes d'un trafic non négligeable d'environ 350 camions par mois.

#### Campagne de travaux (2009-2014)
Bien que régulièrement entretenue, la voie accuse des signes de fatigue générés par l'augmentation de la charge par essieu. La ligne ferme temporairement en décembre 2009 et l'annonce de travaux s'effectue en 2010 pour un coût estimé à environ 6 millions d'euros. En janvier 2012, le ministère des transports annonce une diminution des coûts par l'utilisation de rails de réemploi et les soutiens financiers de Réseau Ferré de France, du groupe Terre d'Alliances propriétaire du silo, de la Région Rhône-Alpes, du Département de l'Ain et des collectivités locales.
Les travaux ont finalement lieu de mai à octobre 2013. Après un dernier conflit administratif entre RFF et la SNCF, la ligne ouvre à nouveau en avril 2014, après 5 ans de fermeture. Une rotation est établie deux fois par semaine jusqu'à Culoz et Ambérieu-en-Bugey. Cette campagne, qui devait permettre l'exploitation de la ligne sur 15 ans sans autres travaux que ceux de maintenance, mais s'avère rapidement insuffisante pour permettre le passage de wagons à fort tonnage à l'essieu (22,5 T). 
En novembre 2017, la SNCF annonce à Terre d’Alliances qu'à la suite d'incidents techniques sur la ligne, celle-ci est désormais considérée comme dangereuse. Aucun accord n'est trouvé sur le financement de ces travaux : ils sont estimés à 600 000 € immédiats, auxquels s'ajoutent 6 millions sur le long terme ; la location du sillon Peyrieu – Virieu-le-Grand – Modane par Ceregrain rapporte quant à elle seulement 28 000 € par an à RFF. Les circulations sont ainsi suspendues et un transfert modal des marchandises par l'eau et la route est opéré. Les dernières opérations auront eu lieu en décembre 2016 avec une remise à niveau de la signalisation,,,,,. 

#### Fermeture progressive
Un projet de carrière abandonné achève tout espoir d'exploitation nouvelle de la ligne. Bien que non officiellement fermée, de nombreux signes témoignent de son abandon officieux : interdiction d'accès à toute circulation ferroviaire, non-remplacement des barrières de passages à niveau, démontage des passages à niveau automatiques en mars 2021, suppression des rails lors d'opérations de goudronnage...

#### Vestiges et réemploi

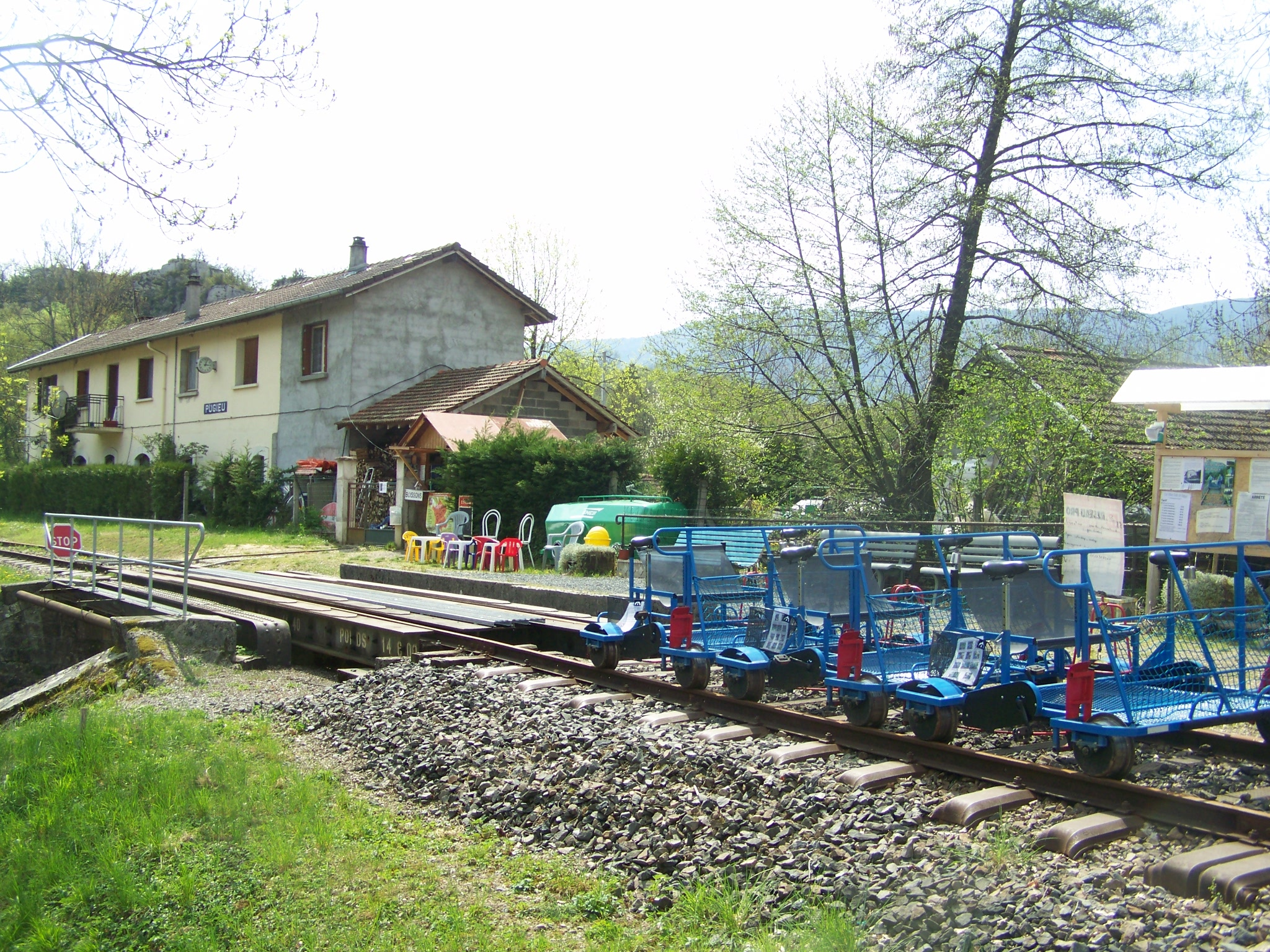
Départ des Vélos-rails en gare de Pugieu en 2010.

La quasi-totalité des infrastructures (gares, stations, bâtiments voyageurs, ponts, aménagements...) est encore en place, à l'exception de quelques bâtiments à Peyrieu et Brens.
Le 5 juillet 2008 débute l'exploitation d'une portion de 2,5 km entre Pugieu et Virieu-le-Grand par les Vélos Rails du Bugey. Elle cesse en 2021 en raison d'un risque d'effondrement de la voie.
On retrouve à Pressins et Peyrieu les usines de pompage de l'eau, destinée à l'alimentation des locomotives à vapeur, reconnaissables à leurs hautes cheminées en brique.
Les embases du viaduc sur le Rhône entre Saint-Didier-d'Aoste et Brégnier-Cordon sont toujours en place.
Quelques kilomètres de la portion entre Murs-et-Gélignieux et Peyrieu sont aujourd'hui reconvertis en piste cyclable pour l'itinéraire de la ViaRhôna.

## Galerie de photos

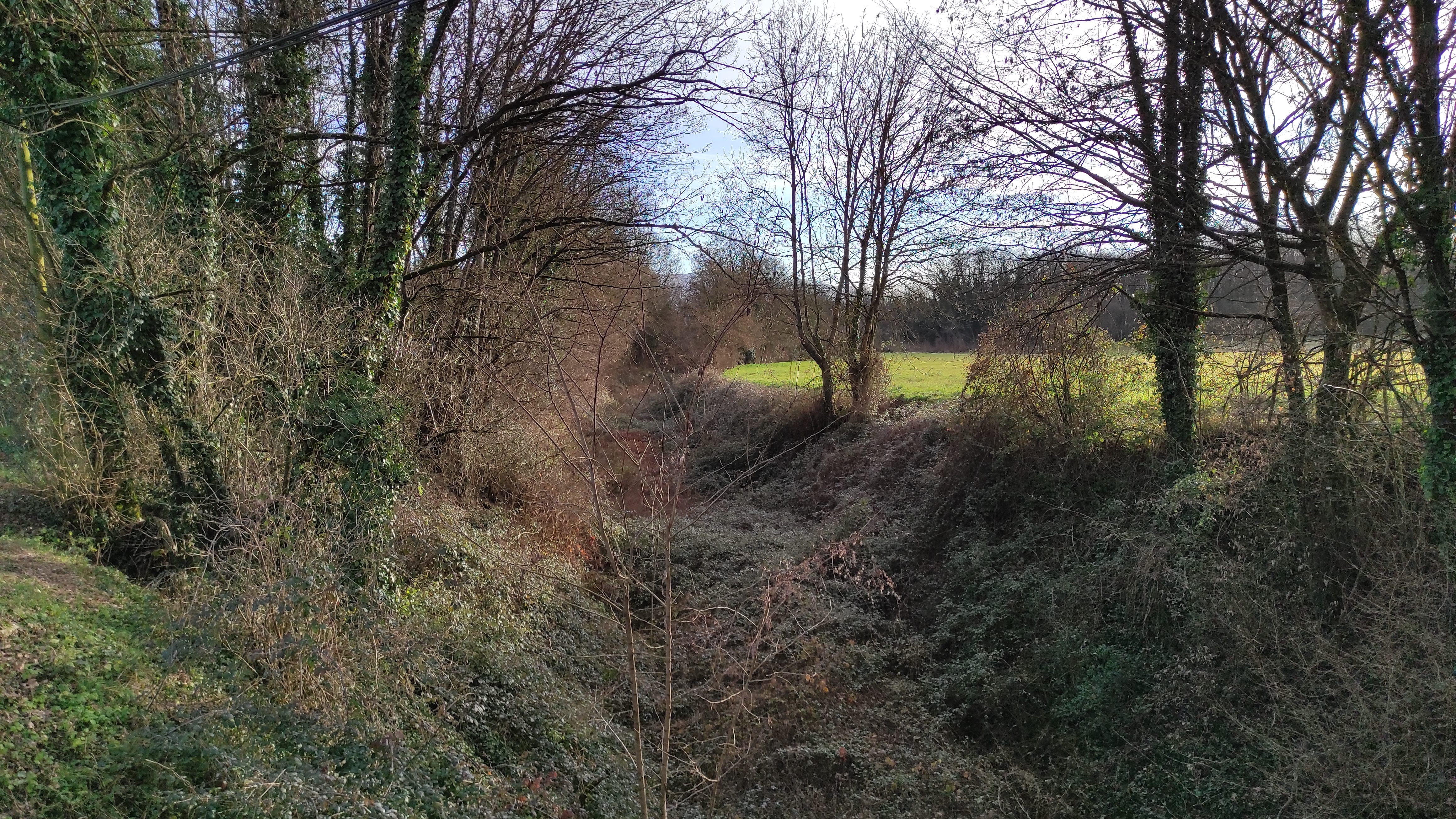
L'état de la voie entre les gares de Belley et Brens-Virignin en janvier 2024. La végétation reprend ses droits.

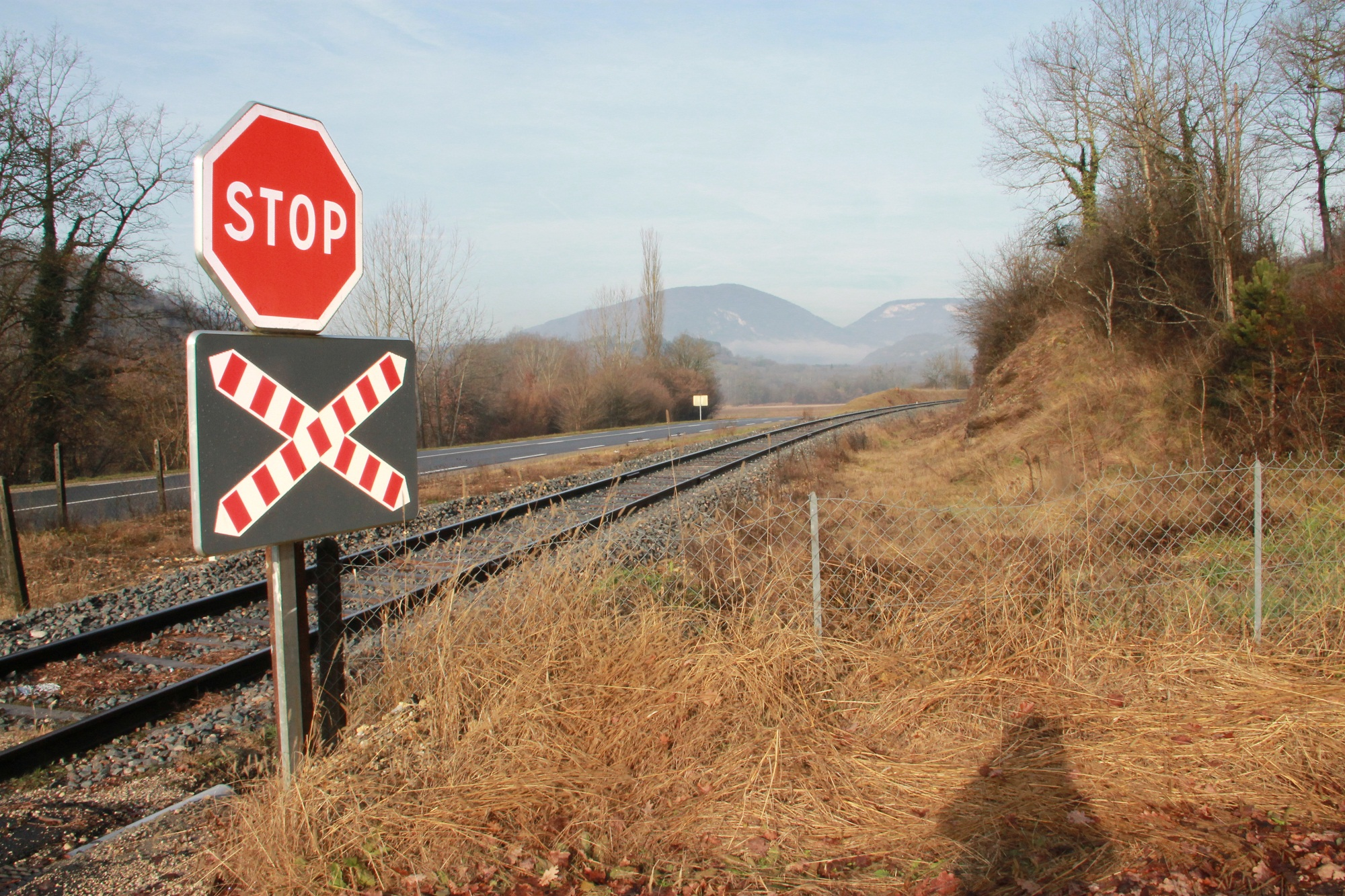
La ligne entre Belley et Chazey-Bons
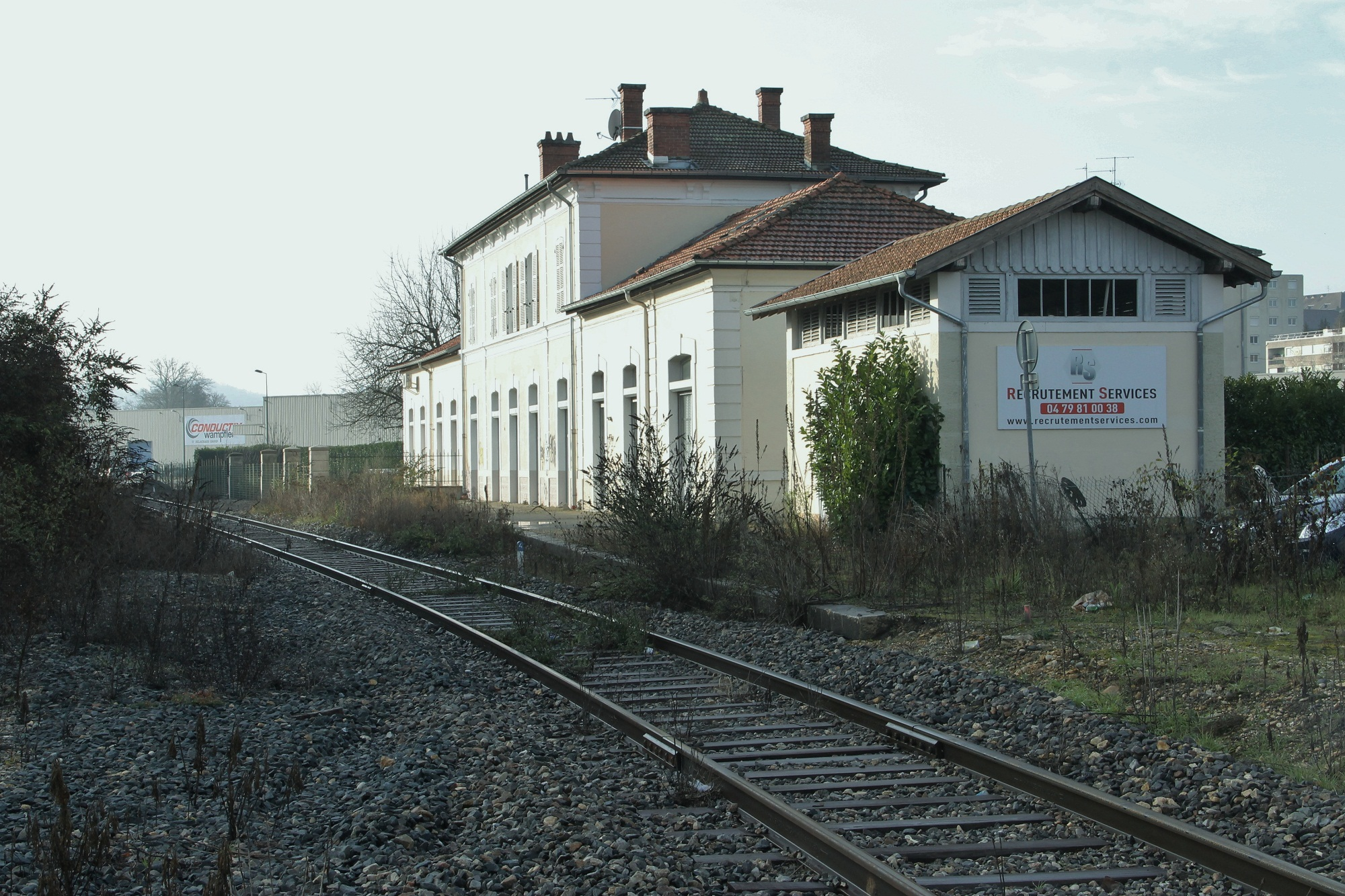
Ancienne gare de Belley
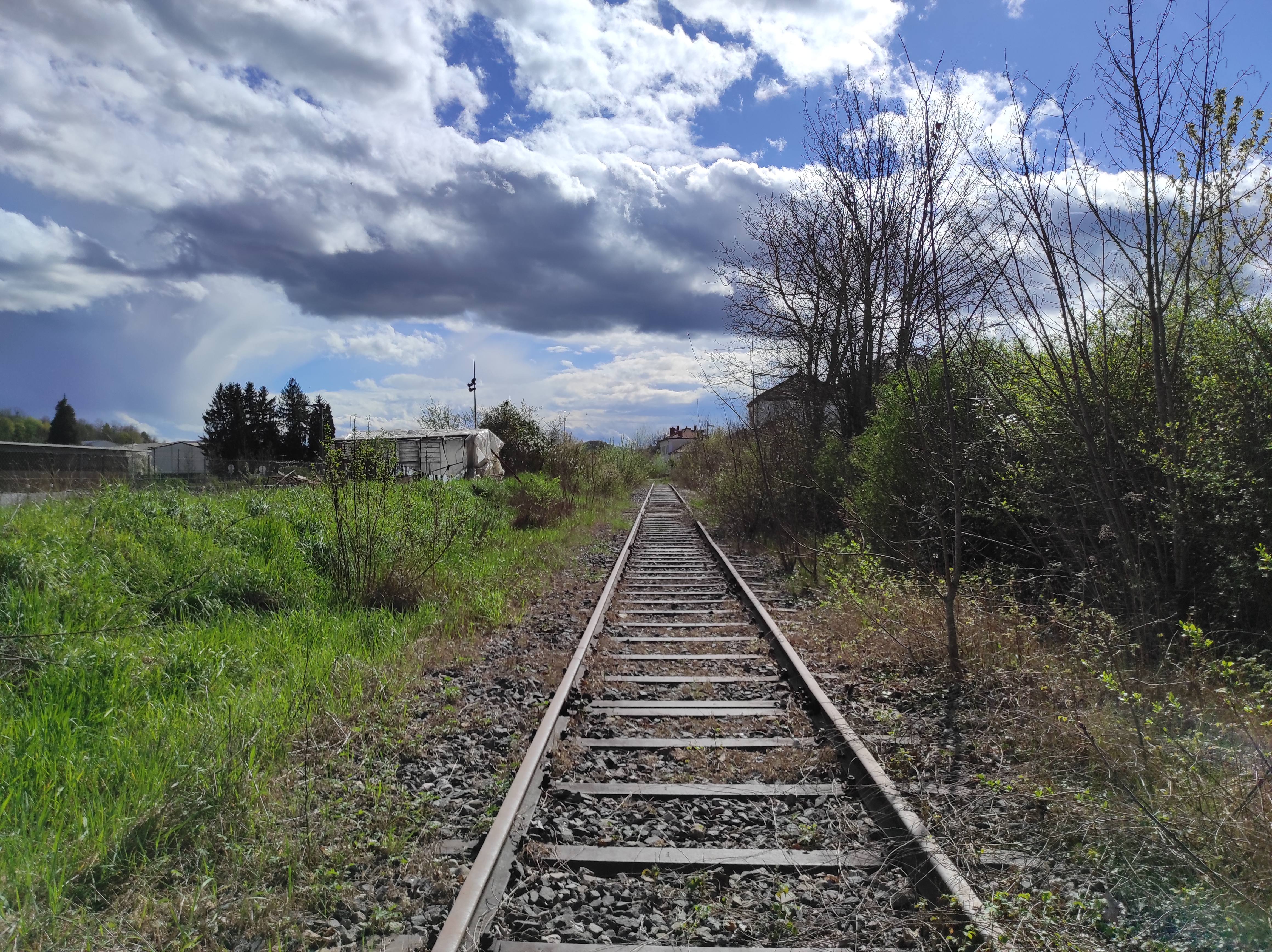
La ligne à l'approche de la gare de Belley
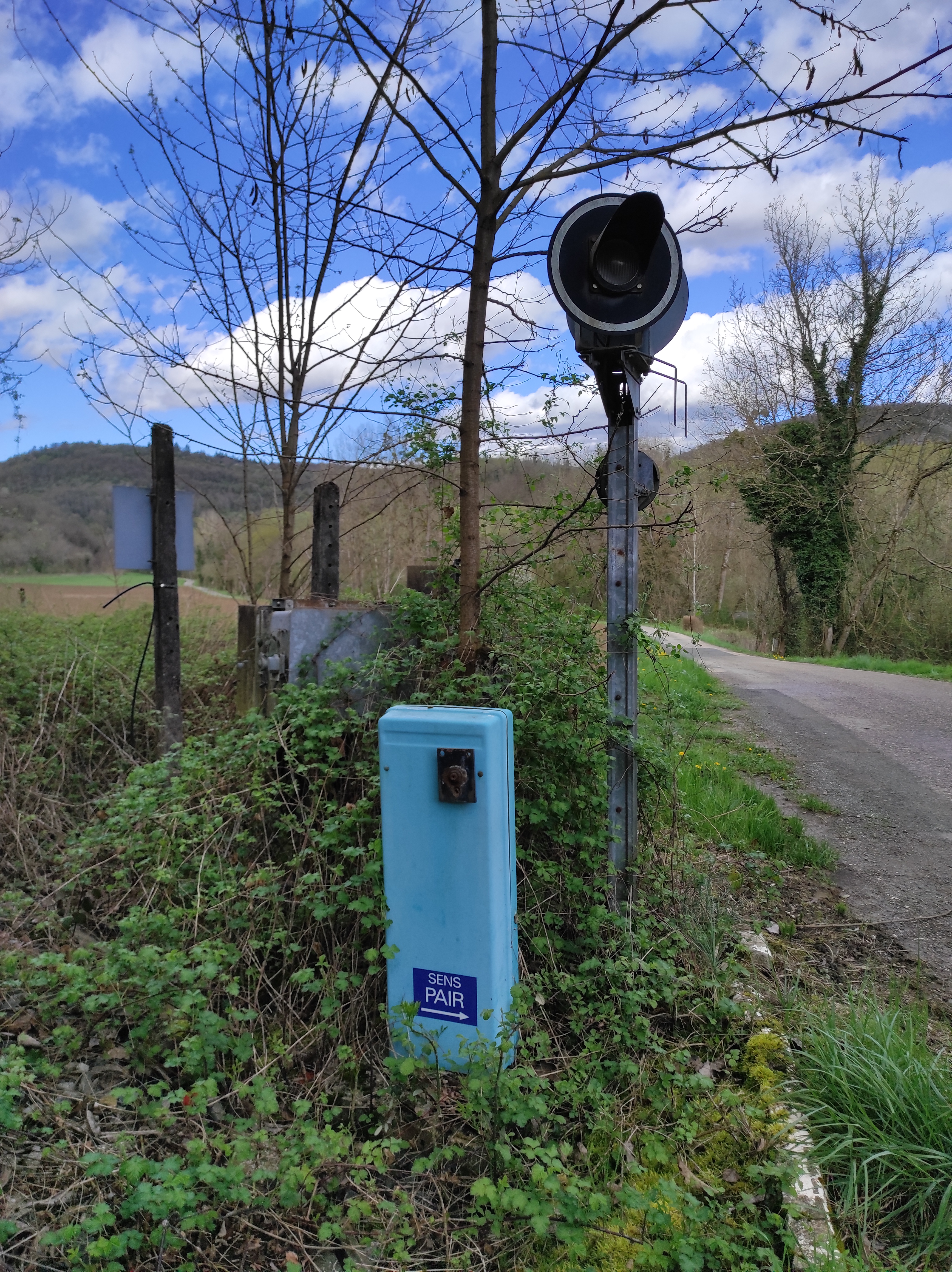
Installation du passage à niveau n°36 entre les gares de Belley et Chazey-Magnieu